# Toshiaki Yokota
Toshiaki Yokota (jap. 横田 年昭, Yokota Toshiaki; * 1944 in der Präfektur Tokio) ist ein japanischer Fusion- und Jazzmusiker (Flöte).
Toshiaki Yokota spielte ab den 1960er-Jahren in der japanischen Jazzszene. Ab 1970 leitete er die Band The Beat Generation, mit der das Album  Flute Adventure: Le soleil était encore chaud vorlegte; mitwirkende Musiker waren u. a. Hideo Ichikawa, Kimio Mizutani, Nobuyuki Murakami und Masaoki Terakawa. Im selben Jahr entstanden die Produktionen Exciting Flute (mit Arrangements  von Norio Maeda), Primitive Community (u. a. mit Kimio Mizutani, Yusuke Hoguchi, Shunzo Ohno, Chito Kawachi) und  Elevation, mit Masahiko Satoh (Arrangement), Hideo Ichikawa, Sadanori Nakamure, Jun Suzuki, Takeshi Inomata und Larry Sunaga. Er spielte außerdem 1977 in Takeshi Inomatas Band Sound Limited.